# Placidochromis intermedius
Placidochromis intermedius är en fiskart som beskrevs av Mark Hanssens 2004. Placidochromis intermedius ingår i släktet Placidochromis och familjen Cichlidae. Inga underarter finns listade i Catalogue of Life.